# Metro de Changchun
El Metro de Changchun (en chino: 长春轨道交通) Es un sistema de transporte masivo de la ciudad-subprovincia de Changchun de la Provincia de Jilin, República Popular de China. Es el primer sistema de tren ligero de tránsito en la China continental. La fase inicial de la línea 3 se completó en 2001, la segunda fase se completó en 2007. La longitud total actual de la ruta es de 50,63 kilómetros con 49 estaciones. El sistema será añadido por tres líneas de metro subterráneo convencional. De acuerdo con un noticiero local la construcción de la primera línea de metro con 18 estaciones y la longitud de 20,12 kilómetros comienza en 2010, y se abrirá en el 2014. Las fases 3 con la línea 4 ya está en construcción.

## Mapa
| Líneas    | Terminales         | Terminales                   | Inauguración | Extendida | Longitud en km | Estaciones |
|           |                    |                              |              |           |                |            |
| █ Línea 3 | Estación Changchun | Estación Changyingshijicheng | 2002         | 2006      | 31.9           | 33         |
| █ Línea 4 | Estación Northern  | Estación Chechang            | 2011         | -         | 16.3           | 14         |
|           |                    |                              |              |           |                |            |